# Harris Birkeland
Harris Birkeland (* 30. Juli 1904 in Vikebygd; † 1. September 1961 in Oslo) war ein norwegischer Alttestamentler und Semitist.

## Leben
Harris Birkeland kam als Sohn des Landwirtes und Kaufmanns Ole Hansen Birkeland und seiner Frau Kaia, geborene Veastad in Vikebygd in der Provinz Hordaland zur Welt. Er war das älteste von acht Kindern. Damit war ihm ursprünglich die Laufbahn als Hoferbe vorgezeichnet. Früh zeigten sich allerdings anderweitige Begabungen. Als Kind nahm er bereits sprachliche Strukturen wahr und machte sich beispielsweise die Bedeutung von Zeitenfolgen autodidaktisch bewusst. Diese Begabung veranlasste die Familie, ihm den Besuch des Gymnasiums in Haugesund zu ermöglichen. 1923 legte er dort das Examen Artium ab.

### Studium und universitäre Laufbahn
Im selben Jahr begann Birkeland das Studium der Theologie an der Universität Oslo, das er 1929 mit dem Theologischen Examen abschloss.
1933 legte Birkeland seine Promotionsschrift Die Feinde des Individuums in der israelitischen Psalmenliteratur vor, die von Sigmund Mowinckel betreut wurde. Er arbeitete im Anschluss als Dozent für Theologie an der Universität Oslo. 1938 wurde er zum Mitglied der Norwegischen Akademie der Wissenschaften berufen. 1948 wurde er zum Professor für Semitische Sprachen berufen. Damit wechselte er von der theologischen zur philologischen Fakultät. Er baute die Seminarbibliothek umfassend durch Buchkäufe in Kairo und Beirut aus.

### Privatleben
Birkeland war drei Mal verheiratet. 1931 heiratete er Astrid Bartmann. Nach der Auflösung der Ehe heiratete er 1939 Hjørdis Margrethe Hveding. Nachdem auch diese Ehe aufgelöst worden war, heiratete er 1953 Aina Elisabeth Karlson.
Birkeland war in späteren Jahren Alkoholiker, fand aber den Weg aus der Sucht und engagierte sich in der Bewegung Anonyme Alkoholiker.
Birkeland verstarb unerwartet am 1. September 1961 und wurde am 20. Oktober 1962 auf dem Vestre gravlund in Oslo begraben (Grab-Nummer 20.076.01.025).

## Forschungsschwerpunkte
Der Schwerpunkt des wissenschaftlichen Arbeitens Birkelands lag in sprachlichen Studien im Bereich der Hebraistik. Seine wissenschaftlichen Erkenntnisse, insbesondere zum hebräischen Tempussystem, flossen 1950 in ein Lehrbuch der Hebräischen Sprache (Lærebok i hebraisk grammatikk) ein.
Ab 1948 wendete er sich der arabischen Sprache zu. Er unternahm Textstudien zu einzelnen Suren des Koran und untersuchte deren Auslegungsgeschichte. In seinen linguistischen Untersuchungen wurde er stark beeinflusst von Roman Ossipowitsch Jakobson. Birkeland überarbeitete die Koranübersetzung von Wilhelm Schencke und gab sie in Auswahl heraus. Weiter gab er Sammlungen mittelalterlicher arabischer Texte heraus. Darunter befinden sich auch Berichte arabischer Reisender über ihre Erlebnisse in Skandinavien.
Hinzu kommen Studien zur aramäischen Sprache, wobei er einen strukturalistischen Ansatz verfolgte.
Eine Verbindung zwischen theologischen und semitistischen Fragestellungen versuchte Birkeland in der Monographie The Language of Jesus, wobei er versucht nachzuweisen, dass – entgegen der verbreiteten Annahme – Jesus nicht aramäisch gesprochen habe, sondern eine Art umgangssprachliches Hebräisch.
Birkeland bemühte sich auch um die populärwissenschaftliche Vermittlung seiner wissenschaftlichen Erkenntnisse. Er gab dazu die Reihe Religionens stormenn mit Darstellungen von Leben und Werk wichtiger Persönlichkeiten der Religionsgeschichte, zu der er selbst drei Bände beitrug.
Als Wissenschaftler äußerte er sich mit dem Artikel Palestinaproblemet og dets historiske bakgrunn in der Zeitschrift Tidens Ekko auch zu einer zeitpolitischen Frage (1952).
Zum Zeitpunkt seines unerwarteten Todes unternahm er ein Medizinstudium, da er plante, die arabische Medizin des Mittelalters zu untersuchen.

## Veröffentlichungen (Auswahl)
- Die Feinde des Individuums in der israelitischen Psalmenliteratur. Ein Beitrag zur Kenntnis der semitischen Literatur- und Religionsgeschichte. Grøndahl, Oslo 1933.
- ʿAnî und ʿānāw in den Psalmen. Dybwad, Oslo 1933 (Übersetzung Eugen Ludwig Rapp).
- Zum hebräischen Traditionswesen. Die Komposition der prophetischen Bücher des Alten Testaments. Dybwad, Oslo 1938.
- Altarabische Pausalformen. Dybwad, Oslo 1940.
- Akzent und Vokalismus im Althebräischen mit Beiträgen zur vergleichenden semitischen Sprachwissenschaft. Dybwad, Oslo 1940.
- Muhammed, Allahs sendebud. Gylendal, Oslo 1942.
- Zarathustra, Irans profet.Gylendal, Oslo 1943.
- The Syriac Phonematic Vowel Systems. Dybwad, Oslo 1947.
- Jeremia. Profet og dikter. Gylendal 1950.
- Lærebok i hebraisk grammatikk. Grøndahl & Søns, Oslo 1950.
- Growth and Structure of the Egyptian Arabic Dialect. Dybwad, Oslo 1952.
- Koranen i utvalg. Aschehoug, Oslo 1952.
- Stress Patterns in Arabic. Dybwad, Oslo 1954.
- Nordens historie i middelalderen etter arabiske kilder. Dybwad, Oslo 1954.
- The Language of Jesus. Dybwad, Oslo 1954.
- Old Muslim Opposition Against Interpretation of the Koran. Dybwad, Odlo 1955.
- The Lord Guideth. Studies on Primitive Islam. Aschehoung, Oslo 1956.
- Muslim Interpretation of Surah 107. Aschehoung, Oslo 1958.